# 43 Pułk Lotnictwa Myśliwskiego
43 Pułk Lotnictwa Myśliwskiego (43 plm) – oddział lotnictwa myśliwskiego ludowego Wojska Polskiego.
43 Pułk Lotnictwa Myśliwskiego został sformowany na podstawie rozkazu Nr 0096/Org. Ministra Obrony Narodowej z 11 grudnia 1951.
Jednostka została zorganizowana na lotnisku w Modlinie, w okresie od 1 maja do 1 listopada 1952, według etatu Nr 6/100 o stanie 239 żołnierzy i 2 pracowników kontraktowych. Pułk wchodził w skład 6 Dywizji Lotnictwa Myśliwskiego.
Na podstawie rozkazu Nr 0078/Org. Ministra Obrony Narodowej z 19 listopada 1952 dowódca Wojsk Lotniczych, w terminie do 20 grudnia 1952, rozformował 43 Pułk Lotnictwa Myśliwskiego.